# Núbijské pyramidy

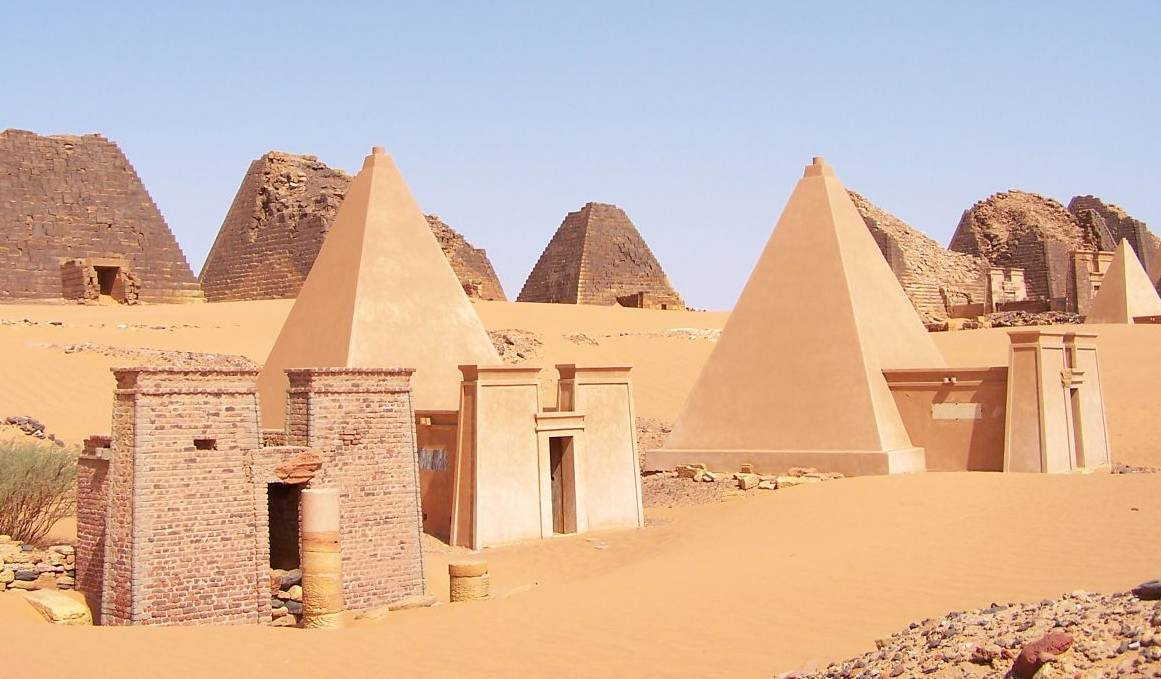
Núbijské pyramidy, 2005

Jako Núbijské pyramidy se označují stavby ve tvaru pyramid v kaňonu Nilu v oblasti dříve známé jako Núbie, ležící v dnešním Súdánu, které jsou architektonicky odvozené od pyramid v Egyptě.

## Historie Núbie

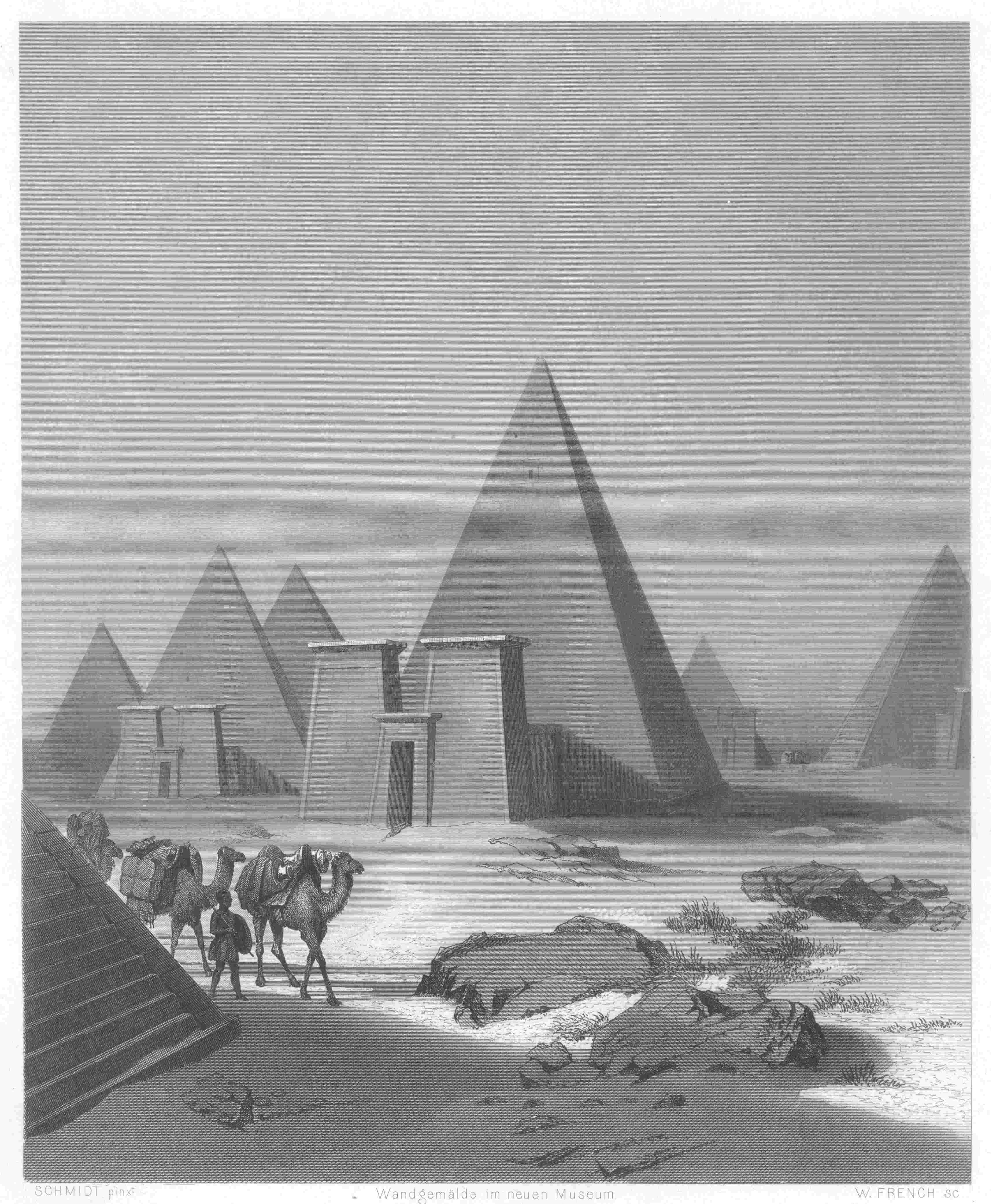
Pyramidy kolem roku 1850, Lepsiova expedice

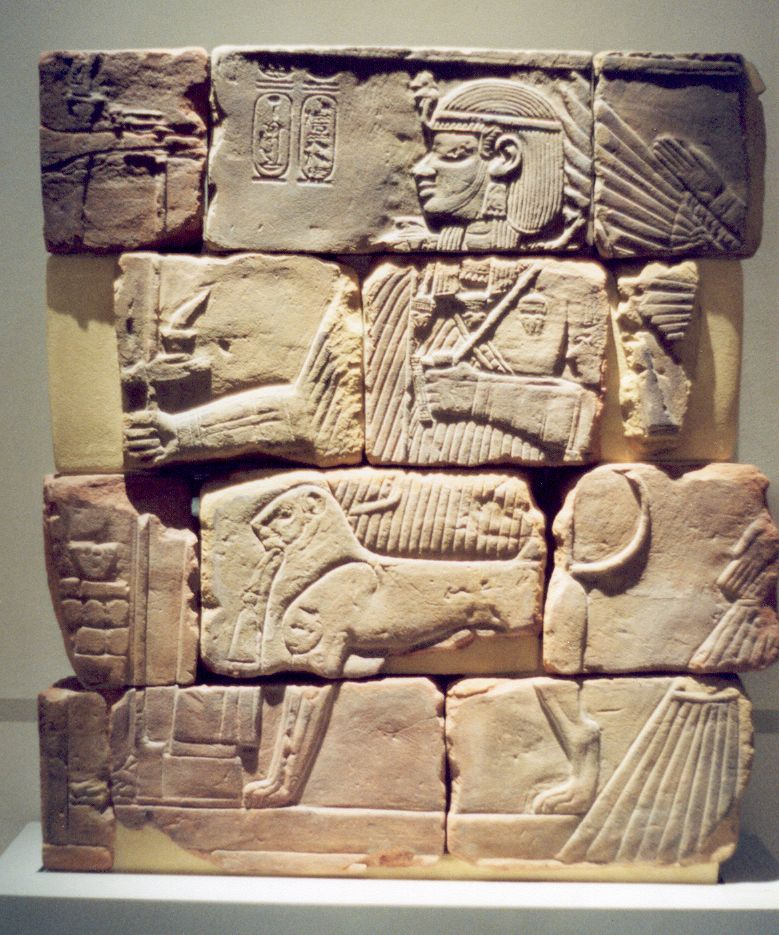
Zeď jednoho z pyramidových chrámů, Egyptské muzeum, Berlín

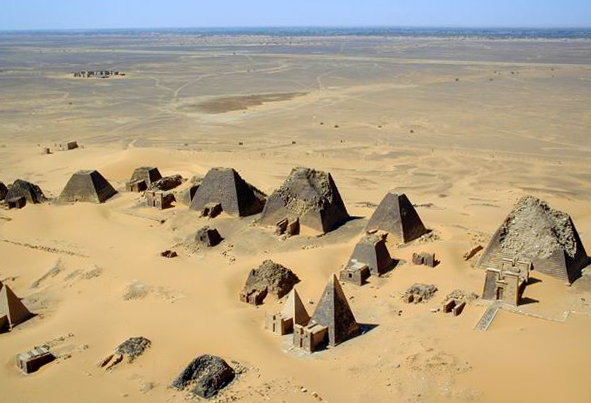
Pohled ze vzduchu na pyramidy v Meroe

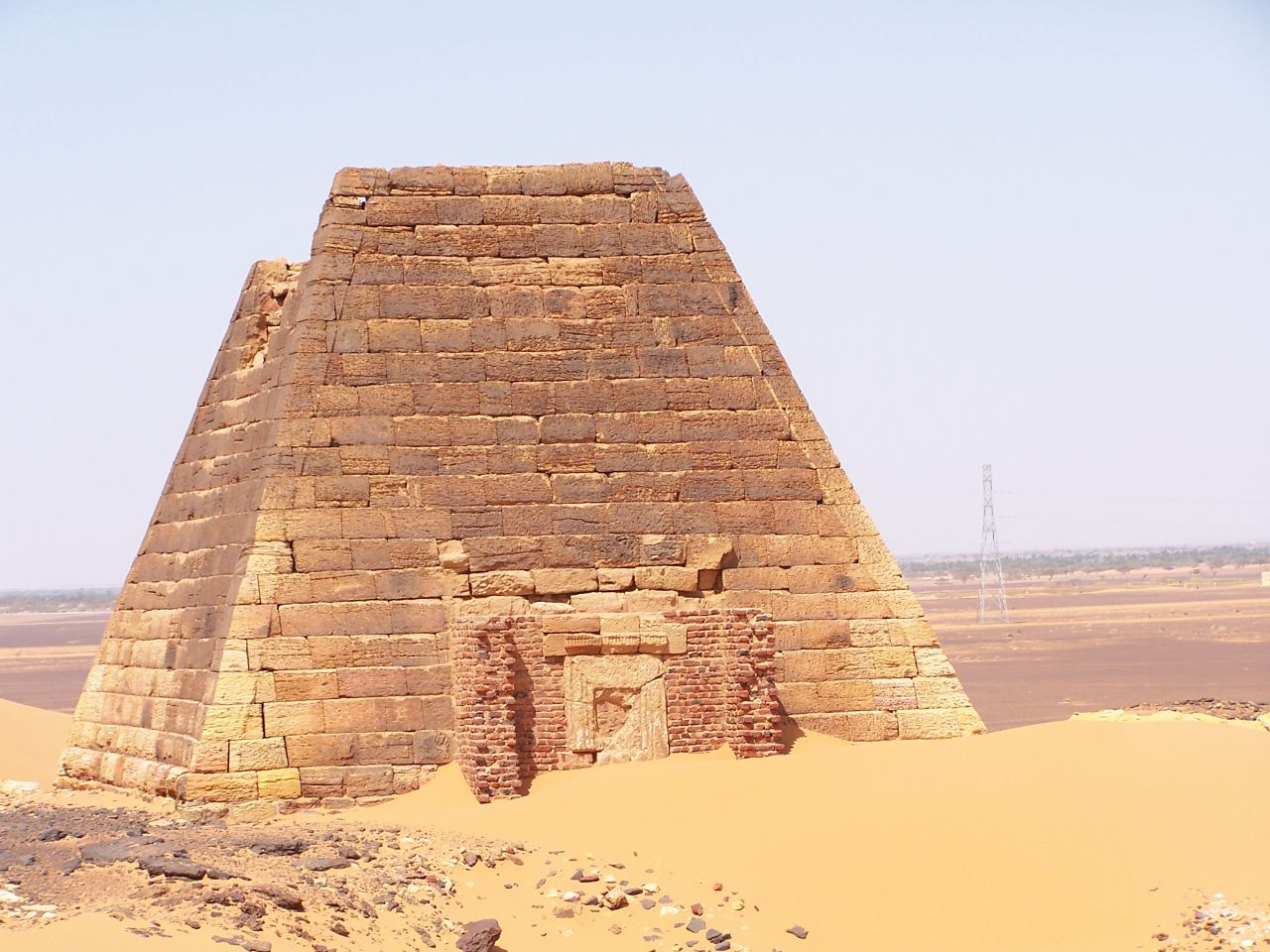
Núbijská pyramida

Ve starověku byla Núbie domovem různých kušitských království. První z nich, Kermánské království, které bylo založeno někdy kolem roku 2500 př. n. l. s hlavním městem v Kermě, druhé v letech 1000–300 př. n. l. v Napatě a poslední v letech 300 př. n. l. až 300 n. l. v Meroe.
Kermanské království bylo prvním núbijským centralizovaným státem se svou původní architekturou a pohřebními rituály. Dvě následující království, Napata i Moroe, byly kulturně, politicky, ekonomicky i vojensky silně ovlivněny faraonským Egyptem, se kterým Núbie sousedila na severu. Núbijská království postupně začali soupeřit s Egyptem a v pozdějších dějinách starověkého Egypta Núbijci z Napaty dobyli Egypt, sjednotili jej se svou říší a jako egyptští faraoni založili 25. dynastii.
Núbijská vláda nad Egyptem byla relativně krátká a skončila s dobytím Egypta Asyřany roku 656 př. n. l. Kulturní dopad ze ztráty Egypta na Napatské království byl obrovský, což splynulo v neobyčejný rozmach budování pyramid, který přetrval i za státoprávního nástupce Napatského království – Meroe.
Na třech místech v Núbii bylo celkem vybudováno na téměř 220 pyramid v období několika staletí. Pyramidy sloužily jako hrobky pro krále a královny Napatského a Meroejského království. První núbijské pyramidy byly postaveny na místě zvaném el-Kurru, jako pohřební místa pro krále Kaštu a jeho syna Pije, a dále pro Pijovy nástupce Šabaku, Šabataku a Tanwetamaniho. Pro jejich královny, z nichž některé prosluly i jako slavné válečnice, bylo vybudováno dalších čtrnáct pyramid. Jedna z těchto bojovných královen Kendaké z Meroe podle legendy odrazila vojska Alexandra Velikého, ve skutečnosti však Alexandr do Núbie nikdy nevpadl, a druhá římské legie císaře Augusta při jejich pokusech o dobytí Núbie.
V pozdějších obdobích Napatanského království se pyramidy začaly budovat v Nuri, na západním břehu Nilu v Horní Núbii. V Nuri vyrostla velká nekropole, která se stala místem posledního odpočinku pro 21 králů a 52 královen a princů. Nejstarší a největší pyramida v Nuri patří Napatskému králi a egyptskému faraonovi Taharkovi z 25. dynastie.
Největší pyramidy se však nacházejí v Meroe, které leží mezi pátým a šestým nilským kataraktem, přibližně sto kilometrů severně od Chartúmu, bylo zde pohřbeno na padesát královen a králů.
Fyzické proporce núbijských pyramid se konstrukčně značně odlišují od těch egyptských, ačkoliv jisté ovlivnění zde bylo. Byly stavěny na vodorovných kamenných blocích, přibližně od šest až do třicet metrů do výšky. Pyramidy měly relativně malou základnu, zřídka kdy přesahující osm metrů. Vzhledem k výšce stěna se základnou svírala úhel přibližně 70°. Většina z těchto malých pyramid při své základně sousedila s chrámem. Při srovnání s egyptskými pyramidami podobných výšek, mají egyptské pyramidy obecně základnu širší až o pět metrů a jejich úhel mezi základnou a stěnou se pohybuje mezi 40° a 50°.
Všechny hrobky v núbijských pyramidách byly vykradeny ještě ve starověku, ale nástěnné reliéfy v hrobkových chrámech se uchovaly, aby tak odkryly své mumifikované královské obyvatele ležící ve zbytcích dřevěných rakví a pokryté svými poklady. V dobách archeologických průzkumů v 19. a 20. století byly v některých pyramidách nalezeny zbytky luků, toulce se šípy, koňské postroje, dřevěné nádoby, hrnce, barvené sklo, kovová plavidla a další artefakty dokládající rozsáhle obchodní kontakty Meroejského státu se starověkým Egyptem i helénským světem.